# الراعی، سوریه
الراعی (به عربی: الراعی) یک شهرک کوچک در سوریه است که در ناحیه الراعی واقع شده‌است. الراعی ۴٬۶۰۹ نفر جمعیت دارد. در عملیات سپر فرات به کنترل ارتش آزاد سوریه (تحت حمایت ترکیه) در آمد .